# Nay Pyi Taw Football Club
Maillots
Nay Pyi Taw Football Club est un club birman de football basé à Naypyidaw, dans la région de Mandalay.

## Histoire
Fondé en 2009 (comme l'ensemble des clubs non issus des ministères birmans) à Rangoun, Nay Pyi Taw est l'un des membres fondateurs du nouveau championnat national, la Myanmar National League. Après une première année passée avec le statut amateur, le club devient professionnel en 2010.
En 2011, il déménage de Rangoun vers la nouvelle capitale du pays, Naypyidaw. Il n'a pour le moment remporté aucun titre national, ne se contentant que des places d'honneur : une 2e place en 2013 et deux finales perdues en Coupe.
La place de dauphin obtenue par le club en 2013 lui permet de participer à la Coupe de l'AFC 2014, où il parvient à atteindre les huitièmes de finale, battu par les Vietnamiens de T&T Hanoi sur le score de cinq buts à zéro.

## Palmarès
| Compétitions nationales                                                                               |
| --- |
| - Championnat de Birmanie : - Vice-champion : 2013. - Coupe de Birmanie : - Finaliste : 2011 et 2014. |